# Chulla
Chulla war eine Landstadt im Departamento Cochabamba im südamerikanischen Anden-Staat Bolivien.

## Lage im Nahraum
Chulla war zweitgrößte Ortschaft des Municipio Vinto in der Provinz Quillacollo. Die Ortschaft lag auf einer Höhe von 2556 m zwischen den Stadtgrenzen von Quillacollo und Vinto am linken östlichen Ufer des Río Pairumani. Seit der Volkszählung 2012 ist Chulla nicht mehr als eigenständige Ortschaft notiert, sondern Bestandteil der Stadt Vinto.

## Geographie
Das Klima in der Hochebene von Cochabamba ist ein subtropisches Höhenklima, das im Jahresverlauf mehr durch Niederschlagsschwankungen als durch Temperaturunterschiede geprägt ist (siehe Klimadiagramm Cochabamba).
Der Jahresniederschlag liegt bei 500 mm und weist eine deutliche Trockenzeit von April bis Oktober auf. Die Jahresdurchschnittstemperatur liegt bei 18 °C, die Monatsdurchschnittswerte schwanken zwischen 15 und 20 °C, die Tageshöchstwerte erreichen zu allen Jahreszeiten 25 bis 30 °C.

## Verkehrsnetz
Von Cochabamba, der Hauptstadt des Departamentos, führt die asphaltierte Nationalstraße Ruta 4 in westlicher Richtung dreizehn Kilometer bis Quillacollo und weitere zwei Kilometer in nordwestlicher Richtung bis Chulla.

## Bevölkerung
Die Einwohnerzahl der Ortschaft ist in dem Jahrzehnt bis zur Volkszählung 2001 auf mehr als das Doppelte angestiegen:
| Jahr | Einwohner | Quelle       |
| ---- | --------- | ------------ |
| 1992 | 1288      | Volkszählung |
| 2001 | 2522      | Volkszählung |